# Porci con la P.38
Porci con la P.38 è un film italiano del 1978 diretto da Gianfranco Pagani.

## Trama
Un commissario di polizia indaga su tre omicidi tra un vecchio boss della mafia, e i due dei suoi uomini. Ma quando la figlia del commissario è stata rapita dall'ex alleato del vecchio boss, la moglie di quest'ultimo viene ricattata ed è costretta a sottrarre un accendino dagli uffici della polizia. Ma l'ex alleato del vecchio mafioso viene ucciso dalla sua amante e il commissario libera la figlia.

## Produzione
Iniziato a girare a Torino e dintorni nel luglio 1977 con il titolo Tre scimmie d'oro, ha ottenuto un regolare visto censura (il n° 72191) soltanto il 19 agosto 1978 per poi uscire il 23 settembre successivo.

## Distribuzione

### Edizioni home video
Tuttora inedito in DVD, il film ha avuto almeno due diverse edizioni in videocassetta: per la Domovideo e per la Olympia Video.